# Мелес (Иль и Вилен)
Мелес (фр. Melesse) — коммуна на северо-западе Франции, находится в регионе Бретань, департамент Иль и Вилен, округ Ренн, центр одноименного кантона. Расположена в 10 км к северу от Ренна.
Население (2018) — 6 803 человека.

## Достопримечательности
- Церковь Святого Петра

## Экономика
Структура занятости населения:
- сельское хозяйство — 7,5 %
- промышленность — 6,9 %
- строительство — 13,1 %
- торговля, транспорт и сфера услуг — 55,7 %
- государственные и муниципальные службы — 16,9 %

Уровень безработицы (2018) — 7,4 % (Франция в целом —  13,4 %, департамент Иль и Вилен — 10,4 %). 

Среднегодовой доход на 1 человека, евро (2018) — 25 010 (Франция в целом — 21 730, департамент Иль и Вилен — 22 230).

## Демография
Динамика численности населения, чел.

## Администрация
Пост мэра Мелеса с 2014 года занимает Клод Жауан (Claude Jaouen). На муниципальных выборах 2020 года возглавляемый им левый список победил в 1-м туре, получив 66,13 % голосов.
| Период | Период | Фамилия     | Партия        | Примечания |
| ------ | ------ | ----------- | ------------- | ---------- |
| 1977   | 1989   | Шарль Ферре | Разные правые |            |
| 1989   | 1995   | Андре Масе  |               |            |
| 1995   | 2001   | Шарль Ферре | Разные правые | пенсионер  |
| 2001   | 2014   | Пьер Юкер   | Разные правые | инженер    |
| 2014   |        | Клод Жауан  | Разные левые  | инженер    |

## Города-побратимы
- Энгера, Испания

## Галерея

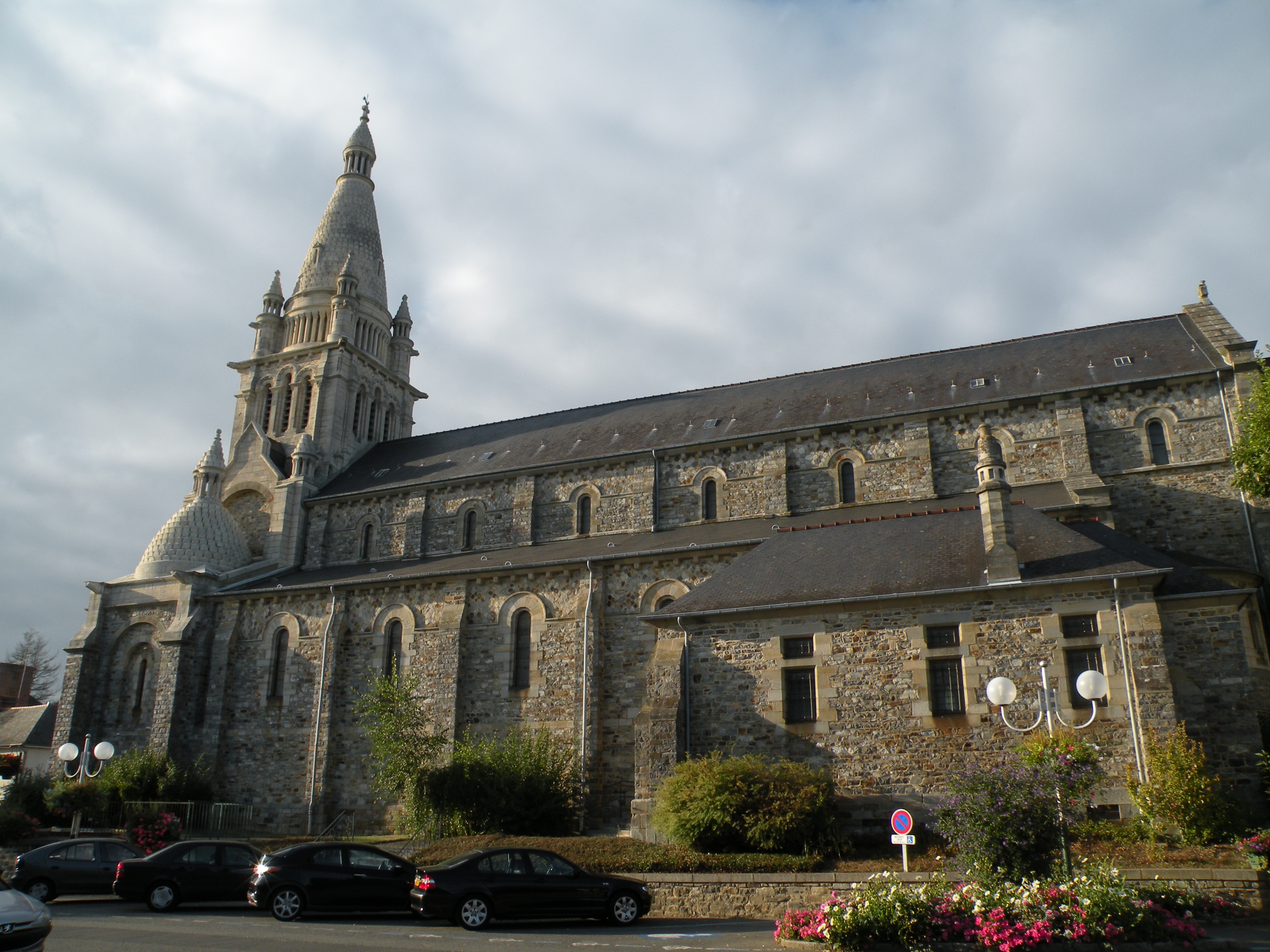
Церковь Святого Петра